# Rubrius
Rubrius es un género de arañas araneomorfas de la familia Amaurobiidae. Se encuentra en Sudamérica.

## Especies
Según The World Spider Catalog 12.0:
- Rubrius annulatus F. O. Pickard-Cambridge, 1899
- Rubrius antarcticus (Karsch, 1880)
- Rubrius castaneifrons (Simon, 1884)
- Rubrius lineatus Roth, 1967
- Rubrius major (Simon, 1904)
- Rubrius scottae Mello-Leitão, 1940
- Rubrius ululus Roth, 1967